# Púixkina
Púixkina - Пушкина (rus) - és un khútor del krai de Krasnodar, a Rússia. És a la vora d'un afluent del Txelbas, a 10 km al sud de Pàvlovskaia i a 128 km al nord-est de Krasnodar. Pertany a l'stanitsa de Pàvlovskaia.